# Peter Charanis
Peter Charanis (n. 1908, Lemnos, Administrația descentralizată a Mării Egee⁠⁠(d), Grecia – d. 23 martie 1985, New Brunswick⁠(d), New Jersey, SUA) a fost un istoric american originar din Grecia, specializat în istoria Imperiului bizantin și profesor de istorie la Rutgers University. De asemenea, numele său a fost asociat cu centrul de cercetare bizantină de la Dumbarton Oaks .
P. Charanis a emigrat în America încă din copilărie. A obținut doctoratul la Universitatea din Wisconsin–Madison, unde a lucrat sub îndrumarea lui Alexander Vasiliev. Și-a continuat studiile postdoctorale la Universitatea din Bruxelles, avându-l drept coordonator pe Henri Grégoire. Este perioada în care interesul său sțtiințific s-a orientat către istoria armenilor, lucru valorificat în unele studii, precum The Armenians in the Byzantine Empire (publicat în "Byzantinoslavica" în 1961) sau A Note on the Ethnic Origin of Emperor Maurice (publicat în revista "Byzantion" în 1965).
De asemenea, istoricul a petrecut o vreme la Universitatea Aristotel din Salonic, iar după revenirea în Statele Unite a devenit profesor la Rutgers University din 1963. Charanis a reușit să convingă departamentul de istorie să înceapă un curs de studii bizantine. Între 1964 și 1966, a fost decan al facultății de istorie a universității.